# Бекер (округ)
Бе́кер (англ. Becker County) — округ в штате Миннесота, США. Административный центр и крупнейший город — Детройт-Лейкс. По данным переписи за 2010 год число жителей округа составляло 32 504 человека, по оценке Бюро переписи США в 2016 году в городе проживало 33 734 человека.
Округ был создан 18 марта 1858 года и назван в честь Джорджа Лумиса Бекера. Детройт-Лейкс был основан полковником Джорджем Джонстоном в 1871 году, быстрое развитие города связано с железной дорогой.

## География
Площадь округа — 3743 км², из которых 3406 км² — суша, а 337 км² — вода. На территории Бекера находятся заказники Хамден-Слоу и Тамарак.

### Транспорт
Через округ проходят:
- US 10 (англ. US Highway 10).
- US 59[англ.] (англ. US Highway 59).
- Дорога 34 штата Миннесота[англ.].
- Дорога 87 штата Миннесота[англ.].
- Дорога 113 штата Миннесота[англ.].
- Дорога 224 штата Миннесота[англ.].
- Дорога 225 штата Миннесота[англ.].

## Население

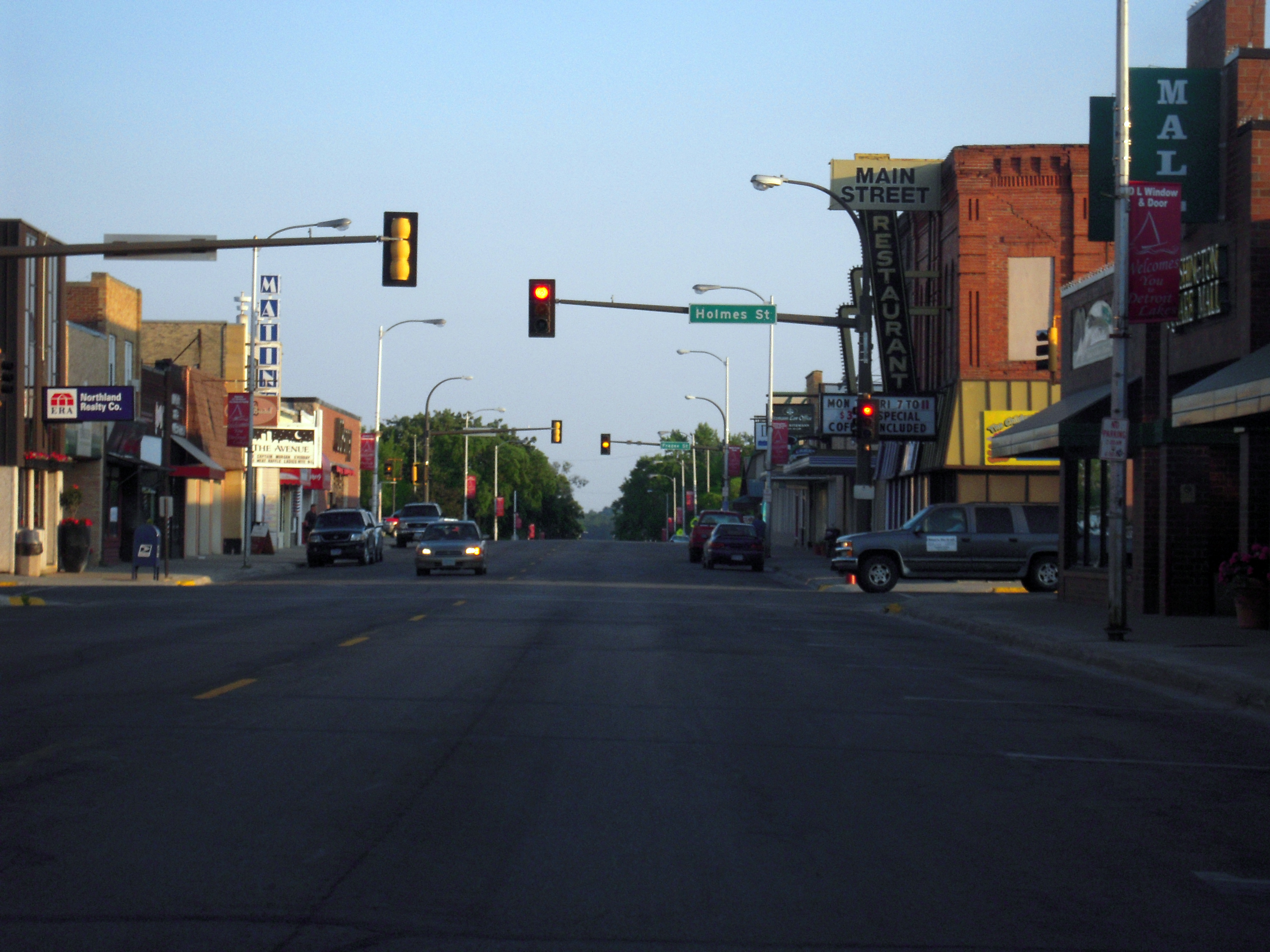
Улица в Детройт-Лейкс

В 2010 году на территории округа проживало 32 504 человека (из них 50,2 % мужчин и 49,8 % женщин), насчитывалось 13 224 домашних хозяйства и 8945 семей. Расовый состав: белые — 88,4 %, афроамериканцы — 0,4 %, коренные американцы — 7,6 %, азиаты — 0,4 % и представители двух и более рас — 3,0 %. Согласно переписи 2016 года 31,9 % жителей имели немецкое происхождение, 15,1 % — норвежское, 6,6 % — польское, 11,2 % — ирландское, 5,2 % — английское, 9,9 % — шведское.
Население округа по возрастному диапазону по данным переписи 2010 года распределилось следующим образом: 24,6 % — жители младше 18 лет, 3,1 % — между 18 и 21 годами, 55,0 % — от 21 до 65 лет и 17,3 % — в возрасте 65 лет и старше. Средний возраст населения — 42,2 года. На каждые 100 женщин в Бекере приходилось 100,8 мужчин, при этом на 100 совершеннолетних женщин приходилось уже 100,1 мужчин сопоставимого возраста.
Из 13 224 домашних хозяйства 67,6 % представляли собой семьи: 53,7 % совместно проживающих супружеских пар (18,5 % с детьми младше 18 лет); 8,9 % — женщины, проживающие без мужей и 5,0 % — мужчины, проживающие без жён. 32,4 % не имели семьи. В среднем домашнее хозяйство ведут 2,42 человека, а средний размер семьи — 2,93 человека. В одиночестве проживали 27,3 % населения, 11,7 % составляли одинокие пожилые люди (старше 65 лет).

## Экономика
В 2016 году из 26 093 трудоспособных жителя старше 16 лет имели работу 16 139 человек. При этом мужчины имели медианный доход в 44 820 долларов США в год против 34 806 долларов среднегодового дохода у женщин. В 2014 году медианный доход на семью оценивался в 65 400 $, на домашнее хозяйство — в 54 115 $. Доход на душу населения — 27 188 $. 8,6 % от всего числа семей в Бекере и 12,8 % от всей численности населения находилось на момент переписи за чертой бедности.